# Zina Garrison
Zina Garrison (16 de noviembre de 1963) fue una tenista profesional estadounidense durante la década de los 80 y la mitad de los 90. Perdió la final de Wimbledon de 1990 ante Martina Navratilova por 6-4, 6-1, aunque conquistó tres Grand Slam en la modalidad de dobles mixtos. Ganó 14 torneos en individuales y 20 en dobles.

## Biografía
Zina Garrison nace en Houston, Tejas, dentro de una familia numerosa. Empieza a jugar al tenis con 10 y en 1981 se proclama campeona júnior de Wimbledon y del US Open, terminando el año como n.º 1. Al mismo tiempo, Zina compagina el deporte con los estudios, graduándose en 1982, mismo año en el que se hace profesional y a la que los medios la nombraban como la nueva Althea Gibson. Además, en esta época, Garrison padece bulimia.
En 1983 (un año después de ser profesional) acaba como la n.º 10 del mundo y gana su primer título profesional, además de llegar a semifinales del Abierto de Australia. En 1987 gana su primer Grand Slam en mixtos y el 1988 participa en los Juegos Olímpicos de Seúl 88, donde conseguiría la medalla de oro haciendo pareja con Pam Shriver, venciendo en la final a la dupla checoslovaca Jana Novotna-Helena Sukova. Además, conseguiría la medalla de bronce en individuales, al perder con Steffi Graf en semifinales.
En 1990, conseguiría su mayor éxito en el torneo de Wimbledon cuando eliminó a Mónica Seles en cuartos y a Steffi Graf en semifinales, aunque no pudo lograr la gesta al caer derrotada ante Martina Navratilova.
Se retiró en 1996.
Se casó en 1989 con Willard Jackson, por lo que unió el apellido de su marido al suyo, siendo nombrada como Zina Garrison-Jackson. Sin embargo, el tenis fue uno de los motivos de ruptura del matrimonio, pues Willard quería que su mujer se hubiese retirado antes, produciéndose en 1997.

## Torneos de Grand Slam

### Individuales

#### Finales (1)
| Año  | Campeonato | Rival               | Marcador |
| 1990 | Wimbledon  | Martina Navratilova | 4-6, 1-6 |

### Dobles

#### Finales (2)
| Año  | Torneo               | Pareja             | Oponentes en la final                   | Resultado   |
| 1987 | Abierto de Australia | Lori McNeil        | Martina Navratilova / Pam Shriver       | 6-1, 6-0    |
| 1992 | Abierto de Australia | Mary Joe Fernández | Arantxa Sánchez Vicario / Helena Sukova | 6-4, 7-6(3) |

### Mixtos

#### Títulos (3)
| Año  | Torneo               | Pareja           | Oponentes en la final                     | Resultado        |
| 1987 | Abierto de Australia | Sherwood Stewart | Anne Hobbs / Andrew Casttle               | 3-6, 7-6(5), 6-3 |
| 1988 | Wimbledon            | Sherwood Stewart | Gretchen Magers / Kelly Jones             | 6-1, 7-6(3)      |
| 1990 | Wimbledon            | Rick Leach       | Elizabeth Sayers Smylie / John Fitzgerald | 7-5, 6-2         |

#### Finales (3)
| Año  | Torneo               | Pareja           | Oponentes en la final                     | Resultado     |
| 1989 | Abierto de Australia | Sherwood Stewart | Jana Novotna / Jim Pugh                   | 6-3, 6-4      |
| 1990 | Abierto de Australia | Jim Pugh         | Natasha Zvereva / Andrew Casttle          | 4-6, 6-2, 6-3 |
| 1993 | Abierto de Australia | Rick Leach       | Arantxa Sánchez Vicario / Todd Woodbridge | 7-5, 6-4      |

## Torneos en individuales

### Títulos (14)
| Leyenda               |
| Grand Slams (0)       |
| WTA Championships (0) |
| Tier I (0)            |
| Tier II (0)           |
| Tier III (5)          |
| Tier IV & V (3)       |
| VS (6)                |

| Título por superficie |
| Cemento (3)           |
| Tierra (1)            |
| Hierba (4)            |
| Moqueta (6)           |

| N.º . | Fecha                   | Torneo             | Superficie  | Rival                | Resultado         |
| 1.    | 4 de noviembre de 1984  | Zúrich             | Moqueta (I) | Claudia Kohde-Kilsch | 6–1, 0–6, 6–2     |
| 2.    | 21 de abril de 1985     | Amelia Island      | Tierra      | Chris Evert          | 6–4, 6–3          |
| 3.    | 3 de noviembre de 1985  | Zúrich             | Moqueta (I) | Hana Mandlíková      | 6–1, 6–3          |
| 4.    | 2 de noviembre de 1986  | Indianápolis       | Cemento (I) | Melissa Gurney       | 6–3, 6–3          |
| 5.    | 11 de enero de 1987     | Sídney             | Hierba      | Pam Shriver          | 6–2, 6–4          |
| 6.    | 15 de febrero de 1987   | San Francisco      | Moqueta (I) | Sylvia Hanika        | 7–5, 4–6, 6–3     |
| 7.    | 26 de febrero de 1989   | Oakland            | Moqueta (I) | Larisa Neiland       | 6–1, 6–1          |
| 8.    | 23 de julio de 1989     | Newport            | Hierba      | Pam Shriver          | 6–0, 6–1          |
| 9.    | 12 de noviembre de 1989 | Chicago            | Moqueta (I) | Larisa Neiland       | 6–3, 2–6, 6–4     |
| 10.   | 17 de junio de 1990     | Birmingham         | Hierba      | Linda Wild           | 6–4, 6–3          |
| 11.   | 23 de febrero de 1992   | Oklahoma City      | Cemento (I) | Lori McNeil          | 7–5, 3–6, 7–6(10) |
| 12.   | 12 de febrero de 1993   | Oklahoma City, USA | Cemento (I) | Patty Fendick        | 6–2, 6–2          |
| 13.   | 24 de octubre de 1993   | Budapest           | Moqueta (I) | Sabine Appelmans     | 7–5, 6–2          |
| 14.   | 18 de junio de 1995     | Birmingham         | Hierba      | Lori McNeil          | 6–3, 6–3          |

### Finales (22)
- 1983, pierde Indianápolis ante Andrea Temesvári.
- 1984, pierde Washington ante Hana Mandlikova.
- 1984, pierde Nueva Orleans ante Martina Navratilova.
- 1985, pierde Denver ante Peanut Louie Harper.
- 1985, pierde Indianápolis ante Andrea Temesvári.
- 1986, pierde Tampa ante Lori McNeil.
- 1987, pierde Toronto ante Pam Shriver.
- 1988, pierde Indianápolis ante Katerina Maleeva.
- 1989, pierde Washington ante Steffi Graf.
- 1989, pierde Birmingham ante Martina Navratilova.
- 1989, pierde San Diego ante Steffi Graf.
- 1989, pierde Worcester ante Martina Navratilova.
- 1990, pierde Washington ante Martina Navratilova.
- 1990, pierde Wimbledon ante Martina Navratilova.
- 1990, pierde San Juan ante Jennifer Capriati.
- 1991, pierde Chicago ante Martina Navratilova.
- 1991, pierde Brighton ante Steffi Graf.
- 1992, pierde Houston ante Monica Seles.
- 1993, pierde Birmingham ante Lori McNeil.
- 1993, pierde Stratton Mountain ante Conchita Martínez.
- 1993, pierde Oakland ante Martina Navratilova.
- 1994, pierde Birmingham ante Lori McNeil.

## Dobles

### Títulos (20)
| Leyenda (Dobles)          |
| ------------------------- |
| Títulos de Grand Slam (0) |
| WTA Championships (0)     |
| Oro olímpico (1)          |
| Tier I (2)                |
| Tier II (6)               |
| Tier III (6)              |
| Tier IV & V (0)           |
| VS (5)                    |

| N.º . | Fecha                  | Torneo                   | Superficie | Compañera           | Rivales en la final                     | Marcados         |
| 1.    | 10 de agosto de 1986   | Montreal                 | Cemento    | Gabriela Sabatini   | Pam Shriver Helena Suková               | 7–6(2), 5–7, 6–4 |
| 2.    | 2 de noviembre de 1986 | Indianápolis             | Cemento    | Lori McNeil         | Candy Reynolds Anne Smith               | 4–5 retirada     |
| 3.    | 3 de agosto de 1987    | Toronto                  | Cemento    | Lori McNeil         | Claudia Kohde-Kilsch Helena Suková      | 6–1, 6–2         |
| 4.    | 7 de octubre de 1987   | Nueva Orleans            | Moqueta    | Lori McNeil         | Peanut Louie Harper Heather Ludloff     | 6–3, 6–4         |
| 5.    | 13 de marzo de 1988    | Boca Ratón               | Cemento    | Katrina Adams       | Claudia Kohde-Kilsch Helena Suková      | 4–6, 5–7, 6–4    |
| 6.    | 11 de abril de 1988    | Amelia Island            | Tierra     | Eva Pfaff           | Katrina Adams Penny Barg Mager          | 4–6, 6–2, 7–6(5) |
| 7.    | 24 de abril de 1988    | Houston                  | Tierra     | Katrina Adams       | Lori McNeil Martina Navratilova         | 6–7(4), 6–2, 6–4 |
| 8.    | 2 de octubre de 1988   | Juegos Olímpicos de Seúl | Cemento    | Pam Shriver         | Jana Novotná Helena Suková              | 4–6, 6–2, 10–8   |
| 9.    | 2 de noviembre de 1988 | Tokio                    | Moqueta    | Katrina Adams       | Gigi Fernández Robin White              | 7–5, 7–5         |
| 10.   | 5 de febrero de 1989   | Pan Pacific              | Moqueta    | Katrina Adams       | Mary Joe Fernandez Claudia Kohde-Kilsch | 6–3, 6–3, 7–6(5) |
| 11.   | 30 de abril de 1989    | Houston                  | Tierra     | Katrina Adams       | Gigi Fernández Lori McNeil              | 6–3, 6–4         |
| 12.   | 25 de junio de 1989    | Eastbourne               | Hierba     | Katrina Adams       | Jana Novotná Helena Suková              | 6–3 retirada     |
| 13.   | 25 de febrero de 1990  | Washington               | Moqueta    | Martina Navrátilová | Ann Henricksson Dinky Van Rensburg      | 6–0, 6–3         |
| 14.   | 12 de agosto de 1990   | San Diego                | Cemento    | Patty Fendick       | Elise Burgin Rosalyn Fairbank Nideffer  | 6–4, 7–6(5)      |
| 15.   | 21 de octubre de 1990  | Filderstadt              | Moqueta    | Mary Joe Fernandez  | Mercedes Paz Arantxa Sánchez Vicario    | 7–5, 6–3         |
| 16.   | 24 de marzo de 1991    | Cayo Vizcaíno            | Cemento    | Mary Joe Fernandez  | Gigi Fernández Jana Novotná             | 7–5, 6–2         |
| 17.   | 14 de febrero de 1993  | Chicago                  | Moqueta    | Katrina Adams       | Amy Frazier Kimberly Po                 | 7–6(3), 6–3      |
| 18.   | 21 de febrero de 1993  | Oklahoma City            | Cemento    | Patty Fendick       | Katrina Adams Manon Bollegraf           | 6–3, 6–2         |
| 19.   | 10 de octubre de 1993  | Zúrich                   | Moqueta    | Martina Navratilova | Gigi Fernández Natasha Zvereva          | 6–3, 5–7, 6–3    |
| 20.   | 12 de junio de 1994    | Birmingham               | Hierba     | Larisa Neiland      | Catherine Barclay Kerry-Anne Guse       | 6–4, 6–4         |